# علی‌قلی مخبرالدوله

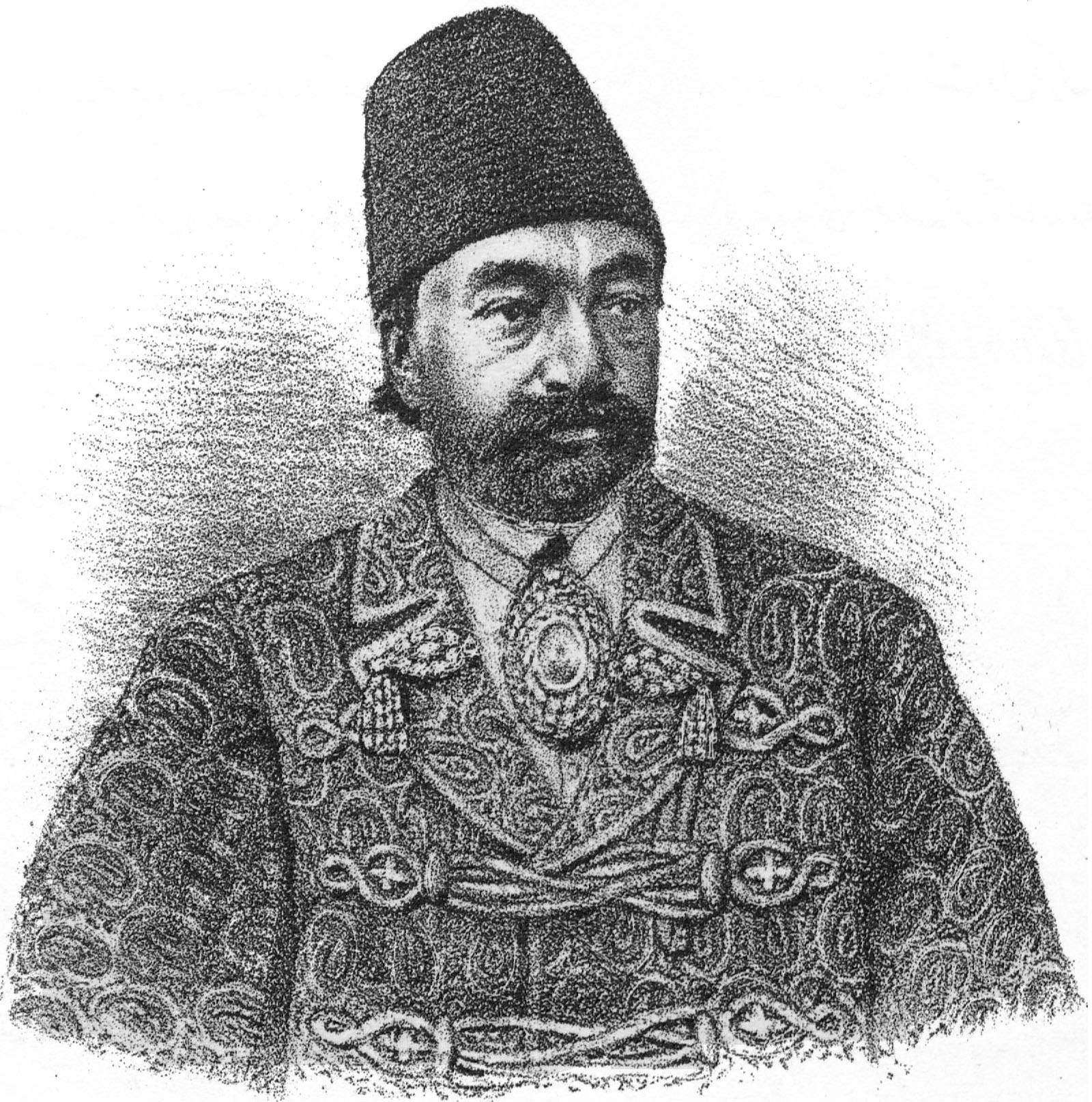
علیقلی‌خان مخبرالدوله (حدود ۱۳۰۰ قمری) اثر ابوتراب غفاری

علی‌قلی خان (مخبرالدوله اول)

علی‌قلی مخبرالدوله (۱۲۴۵ قمری مصادف با ١٢٠٨ یا ١٢٠٩ خورشیدی - ۱۵ صفر ۱۳۱۵ قمری مصادف با ٢۶ تیر ١٢٧۶ خورشیدی) از رجال قاجاریه بود.

## زندگی
علی‌قلی‌خان فرزند رضاقلی‌خان هدایت در شیراز به دنیا آمد. پس از طی تحصیلات مقدماتی در محضر پدر و تحصیلات متوسطه در دارالفنون، برای تحصیل به اروپا رفت. در سال ۱۲۷۶ ه‍.ق ناصرالدین شاه وی را مأمور کشیدن خط تلگراف بین تهران و سلطانیه (زنجان) کرد. در سال ۱۲۸۶ لقب مخبرالدوله گرفت. در سال ۱۲۹۶ وزیر پست و تلگراف شد. در ۱۲۹۸ وزیر علوم و رئیس دارالفنون شد. در سال ۱۳۱۴ ه‍.ق در ابتدای سلطنت مظفرالدین شاه به سمت وزیر داخله منصوب شد. در تهران درگذشت و در تکیه رضاقلی خان امیرالشعراء به خاک سپرده شد.
مسجد و تکیه هدایت که در خیابان جمهوری قرار دارد توسط او تأسیس شد.

## فرزندان
1. حسین‌قلی مخبرالدوله، وزیر پست و تلگراف در شش کابینه
2. مرتضی قلی‌خان صنیع‌الدوله، اولین رئیس‌مجلس شورای ملی ایران
3. مهدی‌قلی‌خان مخبرالسلطنه، نخست‌وزیر ایران
4. محمدقلی‌خان مخبرالملک، نمایندهٔ تجار تهران در دورهٔ نخست مجلس شورای ملی و وزیر دارایی در کابینهٔ چهارم مستوفی‌الممالک

مخبرالدوله سه دختر داشت:
دختر ارشد او با میرزا اسماعیل‌خان اعتبارالسلطنه پسر ابوالحسن خان سردار (برادر آقاخان محلاتی) ازدواج کرد. دختر آن‌ها ابتهاج‌الملوک با غلامرضا هدایت (مخبرالدوله سوم) ازدواج کرد که مادر غلامعلی هدایت، عبدالله هدایت و خسرو هدایت است.
دختر دوم مخبرالدوله با جواد سعدالدوله، که در استبداد صغیر به نخست‌وزیری رسید، ازدواج کرد. سرانجام به دلیل بدرفتاری سعدالدوله از او طلاق گرفت و در جوانی در خانه مخبرالدوله درگذشت.
سومین دختر زیبنده نام داشت، که قرار بود به عقد خازن‌الملک درآید و پیش از ازدواج بر اثر گلودرد درگذشت.

## پس از مرگ
- چهارراهی در تهران، در تقاطع خیابان‌های سعدی و جمهوری، که خویشاوندان او عمدتاً در حوالی آن بودوباش دارند، به نام او «چهارراه مخبرالدوله» نام‌گذاری شده‌است.
- در مجموعه ویدئویی قهوه تلخ شخصیتی به نام «مخبرالدوله سر سعدی» نقش خبرچین شخصی جهان‌گیرشاه را بازی می‌کند. این موضوع باعث اعتراض شدید جهانگیر هدایت نوهٔ برادر مخبرالدوله و بزرگ خاندان هدایت شد.[۳]